# Hylaeus relegatus
Hylaeus relegatus är en biart som först beskrevs av Frederick Smith 1876.
Hylaeus relegatus ingår i släktet citronbin och familjen korttungebin. Inga underarter finns listade i Catalogue of Life.

## Utbredning
Arten är endemisk på Nya Zeeland och kan hittas på Nordön, Sydön, Stewartön, Chathamöarna och Three Kings-öarna.

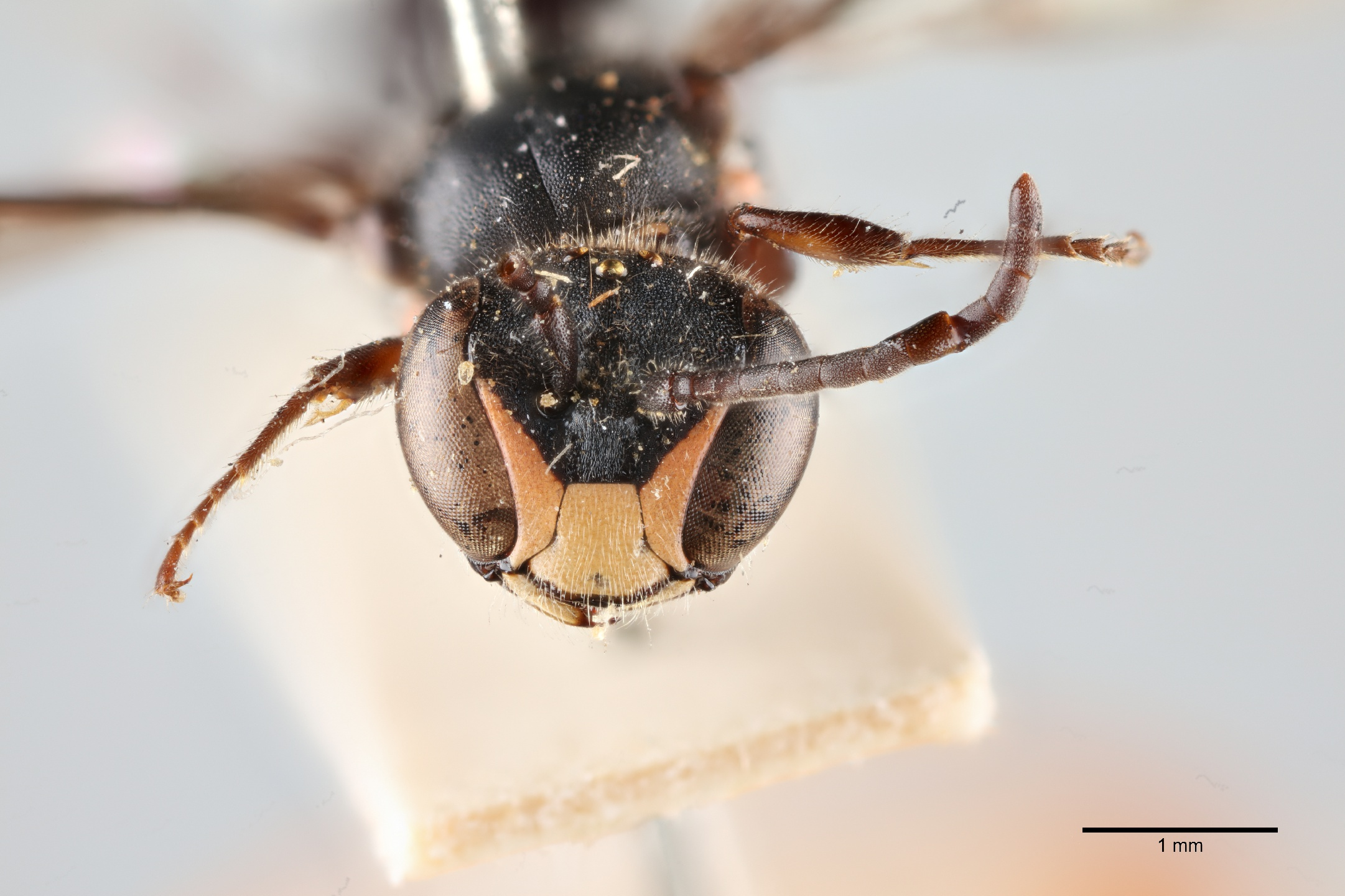
Holotyp på Natural History Museum i London.